# Danh sách phối ngẫu Hawaii
Hôn phối hoàng gia là phối ngẫu của quân chủ trị vì. Vương quốc Hawaiʻi được thành lập bởi Kamehameha I (còn gọi là Kamehameha Đại Đế) năm 1795 sau khi ông chinh phục quần đảo Hawaii. Vương triều của ông kéo dài cho đến khi Nữ hoàng Liliʻuokalani bị lật đổ trong một cuộc cách mạng ủng hộ sáp nhập Hawaii vào Hoa Kỳ năm 1893. Kamehameha I là một người đa thê, có lẽ ông có hơn 21 bà vợ, nhưng Hoàng hậu Kaʻahumanu là người ông sủng ái nhất.

## Danh sách hôn phối Hawaii
Danh sách chỉ liệt kê những hoàng hậu được biết đến hoặc được sủng ái nhiều nhất chứ không liệt kê hết tất thảy các hoàng hậu của mỗi vị vua, một số hoàng hậu không được liệt kê như: Hoàng hậu Keōpūolani, chính thất của Kehameha I, Kalākua Kaheiheimālie. Kamehameha II có năm người vợ: Kamāmalu, Kekauʻōnohi, Kalanipauahi, Kīnaʻu, và Kekauʻōnohi. Kamehameha III là vị vua Hawaii đầu tiên không thực hiện chế độ đa thê. John Owen Dominis, một người Mỹ, là hoàng tế (phò mã) duy nhất thông qua cuộc hôn nhân của ông với Nữ hoàng Liliʻuokalani.

### Vương triều Kamehameha
| Chân dung | Tên                             | Sinh          | Mất              | Quân chủ       |
| --------- | ------------------------------- | ------------- | ---------------- | -------------- |
|           | Elizabeth Kaʻahumanu            | 1768          | 5 Tháng 6, 1832  | Kamehameha I   |
|           | Kamāmalu                        | c. 1802       | 8 Tháng 7, 1824  | Kamehameha II  |
|           | Kalama Hakaleleponi Kapakuhaili | c. 1817       | 30 Tháng 9, 1870 | Kamehameha III |
|           | Emma Naʻea Rooke                | Tháng 2, 1836 | 25 Tháng 4, 1885 | Kamehameha IV  |

### Vương triều Kalākaua
| Chân dung | Tên               | Sinh              | Mất              | Quân chủ      |
| --------- | ----------------- | ----------------- | ---------------- | ------------- |
|           | Kapiolani         | 31 Tháng 12, 1834 | 24 Tháng 6, 1899 | Kalākaua      |
|           | John Owen Dominis | 10 Tháng 3, 1832  | 27 Tháng 8, 1891 | Liliʻuokalani |